# 26 mars 2015
Le jeudi 26 mars 2015 est le 85e jour de l'année 2015.

## Décès
- Alain Le Saux (né le 16 février 1936), illustrateur, éditeur et directeur artistique français
- Albert Irvin (né le 21 août 1922), peintre britannique
- Alfred Weber (né le 19 novembre 1923), politicien suisse
- Dinkha IV (né le 15 septembre 1935), primat de l'Église apostolique assyrienne de l'Orient
- Fred Robsahm (né le 29 juin 1943), acteur norvégien
- Friedrich L. Bauer (né le 10 juin 1924), pionnier allemand de l'informatique
- Hermann Knoll (né le 10 décembre 1931), joueur professionnel et entraîneur autrichien de hockey sur glace
- John Renbourn (né le 8 août 1944), guitariste anglais
- Jorge Loredo (né le 7 mai 1925), acteur brésilien
- Luís Miguel Rocha (né le 1er février 1976), auteur de thrillers portugais
- Tomas Tranströmer (né le 15 avril 1931), poète suédois

## Événements
- Offensive au Yémen de l’Arabie saoudite et de ses alliés au Yémen à la suite du coup d'État yéménite de 2014-2015[1].
- Début de la semaine internationale Coppi et Bartali 2015
- Course cycliste Classica Corsica 2015
- Fin du tour de Taïwan 2015

- Sortie des jeux vidéo :
  - Bloodborne
  - Disgaea 5: Alliance of Vengeance
  - Infinite Crisis
  - One Piece: Pirate Warriors 3
  - Pillars of Eternity
  - Please Don't Touch Anything

- Sortie des films :
  - Cœur de dragon 3 : La malédiction du sorcier
  - En Route !
  - Fast and Furious 7
  - The Gunman
  - Les souvenirs
  - Paris of the North
  - Sacro GRA
  - Témoin à louer
  - The Shamer
  - The Boy Next Door
  - Une Nouvelle Amie
  - We Are the Best!

- Début de la série télévisée marocaine Dar El Ghezlane

- Fin des séries télévisées 
  - Hyde, Jekyll, Me
  - Shirobako
  - Storage Wars : Adjugé

- Création de l'application Periscope